# Imperiet (bok)
Imperiet (originaltitel: Empire) är en inflytelserik marxistisk bok om världspolitiken av Michael Hardt och Antonio Negri, skriven i mitten av 1990-talet och utgiven 2000 (på svenska 2003 på Glänta produktion) Libris 8909374.
Med inspiration från de franska 60-talsfilosoferna Félix Guattari och Gilles Deleuze arbeten samt Baruch Spinozas filosofi från 1600-talet ställer Hardt och Negri, med utgångspunkt från Marx analys av kapitalet, en diagnos på vår tids postmoderna tillstånd och diskuterar de möjligheter som finns till antikapitalistiskt motstånd idag. 
Boken introducerar begreppet imperiet som namn på det immanenta kontrollväsen som uppstår ur kapitalet och de nya geopolitiska institutionerna. Som motpol till imperiet finns den mångfald av rörelser som fötts i globaliseringens spår – multitude som på svenska omväxlande översätts myllret, mängden och multituden.

## Kritik
Författaren och marxisten Mikael Nyberg har kritiserat boken och hävdar att författarna hamnar på samma sida som den amerikanska imperialismen.